# Prosper (Vorname)
Prosper ist ein männlicher Vorname.

## Herkunft und Bedeutung
Der Name lässt sich aus dem Lateinischen ableiten und bedeutet dort so viel wie „glücklich“ oder „erwünscht“. Im Englischen steht das Verb to prosper für „prosperieren“ („gedeihen“, „blühen“, oder „Erfolg haben“, vgl. Prosperität), das dazugehörige Adjektiv ist eigentlich prosperous. Prospero ist bekannt als Hauptfigur in Shakespeares Theaterstück Der Sturm.

## Varianten
- Prospero

## Bekannte Namensträger
- Prosper Tiro von Aquitanien (um 390–nach 455), Schriftsteller und Heiliger, Schutzpatron der Dichter
- Philipp Prosper von Spanien (1657–1661), spanischer Kronprinz (Casa de Austria), Fürst von Asturien
- Prosper Jolyot Crébillon (1674–1762), französischer Dramatiker
- Prosper Caspar Leonard Devens (1834–1882), preußischer Politiker (Freikonservative Partei), Abgeordneter und Regierungsrat in Koblenz
- Louis Prosper Gachard (1800–1885), belgischer Staatsarchivar und Historiker
- Prosper Grech (1925–2019), maltesischer Kardinal
- Prosper-Louis-Pascal Guéranger (1805–1875), Begründer einer neuen liturgischen Bewegung ab der Mitte des 19. Jahrhunderts
- Mathieu-Prosper Henry (1849–1903), französischer Optiker und Astronom, siehe Paul und Prosper Henry
- Prosper Lambertini, der bürgerliche Name des Papstes Benedikt XIV. (1675–1758)
- Prosper L’Orange (1876–1939), deutscher Ingenieur und Erfinder
- Prosper Ludwig (Arenberg) (1785–1861), Herzog von Arenberg, Aarschot (Aerschot) und Meppen, Fürst von Recklinghausen, Graf von der Marck
- Prosper Marilhat (1811–1847), französischer Maler
- Prosper Mérimée (1803–1870), französischer Schriftsteller
- Prosper Menière (1799–1862), französischer Arzt
- Prosper Poullet (1868–1937), belgischer Politiker und Premierminister
- Georges Prosper Remi (1903–1987), belgischer Comiczeichner, bekannt als Hergé
- Prosper Chiluya (* 1998), sambischer Fußballspieler
- Prosper Mendy (* 1996), guinea-bissauischer Fußballspieler
- Prosper Kasim (* 1996), ghanaischer Fußballspieler